# کیلی گونزالز
کیلی گونزالز (اسپانیایی: Kily González‎؛ زادهٔ ۴ اوت ۱۹۷۴) بازیکن فوتبال اهل آرژانتین است.

## تیم ملی
وی همچنین در تیم ملی فوتبال آرژانتین بازی کرده‌است.